# 大谷ガ丸
大谷ガ丸（おおやがまる）は、山梨県大月市と甲州市との境にある山である。標高1643.8m。
登るには、JR中央本線甲斐大和駅下車、曲り沢峠へ上がっていく。日川の曲り沢という沢があり、沢登りを楽しむ者がいる。

## 隣接する山
- 米背負峠
- 大蔵高丸
- 滝子山